# Clusone
Clusone är en stad och kommun i provinsen Bergamo i regionen Lombardiet i Italien. Clusone är en vintersportort, och här har bland annat deltävlingar vid världscupen i längdskidåkning avgjorts.